# Anna Svendsen
Anna Svendsen, född 25 mars 1990, är en norsk längdskidåkare som debuterade i världscupen den 7 mars 2012 i Drammen, Norge. Hennes första pallplats i världscupen kom i teamsprint tillsammans med Silje Øyre Slind den 5 februari 2017 i Pyeongchang, Sydkorea.
Svendsen är utbildad sjuksköterska.